# الانتخابات البرلمانية العراقية 1984
أجريت الانتخابات البرلمانية في العراق في 20 أكتوبر 1984. خاض الانتخابات 782 مرشحا، وفاز حزب البعث بما عدده 183 مقعدا من 250 مقعدا.

## النتائج
| الحزب                    | الحزب                               | الأصوات   | % | المقاعد | +/– |
| ------------------------ | ----------------------------------- | --------- | - | ------- | --- |
|                          | حزب البعث العربي الاشتراكي (العراق) |           |   | 183     | –4  |
|                          | المستقلون وأحزاب الكتلة             |           |   | 67      | +4  |
| الأصوات الباطلة/الفارغة  | الأصوات الباطلة/الفارغة             |           | – | –       | –   |
| المجموع                  | المجموع                             | 7,171,000 |   | 250     | 0   |
| مصدر: Nohlen et al., IPU |                                     |           |   |         |     |